# 金融商品仲介業
金融商品仲介業（きんゆうしょうひんちゅうかいぎょう）は、金融商品取引法2条11項に掲げる行為を行う業である。施行当初の名称は証券仲介業であったが、法改正により金融商品仲介業へと改められた。

## 概要
金融商品の販売を行う代理店制度を目指して作られた制度であるため、保険等の代理店業と似た性質を持つ有価証券の販売チャネルの一つであり、証券会社等の委託を受ける形で次の業務等を行うことである。
1. 有価証券の売買の媒介
2. 取引所金融市場における有価証券の売買・市場デリバティブ取引または外国市場デリバティブ取引の委託の媒介
3. 有価証券の募集もしくは売出しの取扱いまたは私募の取扱い
4. 投資顧問契約または投資一任契約の締結の媒介

## 金融商品仲介業者
金融商品仲介業を行う為、内閣総理大臣の登録を受けたものを金融商品仲介業者という（金融商品取引法2条第12項）。

## 成立
小泉内閣が2002年に作成した「経済財政運営と構造改革に関する基本方針2002（骨太の方針第2弾）」に従う形で金融庁が主体となり作成された制度である。2004年4月1日に施行された。「貯蓄から投資へ」という国の方針を実現するためにとられた政策の一つであり、銀行窓口による投資信託販売の解禁や証券会社設立の条件緩和などと同様に、金融商品販売チャネル拡大の一環として見る事ができる。また、保険の代理店等と同様に地域密着型の販売に近い性質がある。
「経済財政運営と構造改革に関する基本方針2002（骨太の方針第2弾）」ではデフレ対策などの金融面での課題として「預貯金中心の貯蓄優遇から株式・投信などへの投資優遇への金融のあり方の転換」を掲げておりこれらの実現の為に「金融庁において中期ビジョンを早急にとりまとめる」こととしている。これに従い金融庁が作成したのが「証券市場の改革促進プログラム」である。
「証券市場の改革促進プログラム」の柱は次の3点である。
1. 誰もが投資しやすい市場の整備
2. 投資家の信頼が得られる市場の確立
3. 効率的で競争力のある市場の構築

このうち「1．誰もが投資しやすい市場の整備」の具体的施策において「ファイナンシャル・プランナーなどの活用も視野に入れた販売代理店制度の導入を検討する。〔次期通常国会における法案の提出を検討〕」と定められ、これを実現したのが証券仲介業制度（現金融商品仲介業制度）である。

## 成立の流れ
- 2002年 - 6月21日経済財政諮問会議により作成された「経済財政運営と構造改革に関する基本方針2002（骨太の方針第2弾）」の「（2）- ア．不良債権処理等、金融面での課題」において「預貯金中心の貯蓄優遇から株式・投信などへの投資優遇への金融のあり方の転換をふまえた直接金融へのシフトに向けて、個人投資家の証券市場への信頼向上のためのインフラ整備など、証券市場の構造改革を一層推進していく」と定められる。
- 2002年8月6日 - 上記の方針を受け、金融庁は「証券市場の改革促進プログラム」を作成し、この中で「ファイナンシャル・プランナーなどの活用も視野に入れた販売代理店制度の導入を検討する。（時期通常国会における法案の提出を検討）」と定める。
- 2002年9月30日 - 金融庁の金融審議会が「中期的に展望した我が国金融システムの将来ビジョン」を作成し、市場へのアクセスの改善として代理店制度の検討が必要である、として取り上げられる。
- 2003年12月16日 - 金融庁の金融審議会が作成した報告書「証券市場の改革促進」の別紙「市場仲介者のあり方に関するワーキング・グループ」において法案の検討内容が具体的に示される。この時点ではまだ名称を「証券代理店（仮称）」としている。
- 2003年3月14日 - 金融庁が証券仲介業制度の創設を含む法案「証券取引法等の一部を改正する法律（第156回国会における金融庁関連法律案）」を国会へ提出。証券仲介業制度に関する部分の提出理由は「有価証券の販売経路の拡充・多様化に資する（為）」とされた（括弧内は記事制作者）。
- 2003年5月23日 - 「証券取引法等の一部を改正する法律」成立。
- 2004年4月1日 - 「証券取引法等の一部を改正する法律」施行。
- 2006年6月7日 - 同日に施行された「証券取引法等の一部を改正する法律（第164回国会における金融庁関連法律案）」により名称が「金融商品仲介業」へ変更になるとともに、デリバティブ取引など取扱商品の追加等、業務範囲が拡大された。